# 繁峙郡
繁畤郡，南北朝时期设置的郡。
东魏魏孝静帝天平二年（535年）置繁畤郡，领有二县：崞山县（今山西浑源县西北20里）、繁畤县，治所在繁畤县（今山西应县东）。北齐沿置，北周灭亡北齐，将郡县并废。隋文帝开皇十八年（598年）复置繁畤县。